# Helmut Haas (Politiker)
Helmut Haas (* 16. Februar 1950) ist ein österreichischer Bautechniker und Politiker (FPK, früher FPÖ bzw. BZÖ). Er war von 2004 bis 2013 Abgeordneter zum Kärntner Landtag.

## Ausbildung und Beruf
Haas besuchte nach der Volks- und Hauptschule eine Höhere Technische Lehranstalt für Hochbau. 1973 wurde ihm der Berufstitel „Ingenieur“ verliehen. Haas ist bei der Niederlassung Kärnten der Porr beschäftigt und wurde 1974 zum Angestellten-Betriebsratsobmann gewählt.

## Politik
Haas war zwischen 1973 und 1985 Gemeinderat in Wernberg, wobei er auf einer unabhängigen Liste kandidiert hatte. 1986 trat Haas der FPÖ bei und wurde 1991 in den Gemeinderat von Kirchbach gewählt. Zwischen 1991 und 1997 war Haas zudem Mitglied des Gemeindevorstands. Innerparteilich war Haas zwischen 1989 und 2001 stellvertretender FPÖ-Bezirksparteiobmann des Bezirkes Hermagor und wurde 2001 zum Bezirksparteiobmann gewählt. Am 31. März 2004 wurde Haas als Vertreter der FPÖ als Abgeordneter zum Kärntner Landtag angelobt, er war von 2005 bis 2009 im Zuge der Spaltung der Partei wie nahezu alle Kärntner Landtagsabgeordneten Mitglied des BZÖ und war seit der Kooperation mit der FPÖ auf Bundesebene seit 16. Dezember 2009, wie die restlichen 16 Mandatare, Abgeordneter der Freiheitlichen in Kärnten (bis 2013). Als seine politischen Schwerpunkte bezeichnete Haas die Themen Wirtschaft, Jugend und Sport. Haas war Verkehr- und Infrastruktursprecher des Freiheitlichen-Landtagsklubs.
Haas war von 1994 bis 2003 Vorstandsmitglied des Abwasserverbands Karnische Region.

## Privates
Haas ist verheiratet und Vater eines Sohnes und einer Tochter. Er wohnt in Kirchbach im Gailtal.